# Norbert Singer
Norbert Singer (Cheb, 16 novembre 1939) è un ingegnere, progettista e manager tedesco, che ha lavorato dal 1970 al 1998 in Porsche ottenendo 16 vittorie complessive alla 24 Ore di Le Mans.

## Biografia
Nato a Eger (Cheb), che oggi fa parte della Repubblica Ceca ma che all'epoca nel 1939 era parte della regione tedesca del Sudetenland.
Singer si unì nel marzo 1970 alla Porsche nella divisione sportiva a Stoccarda che si occupava della creazione delle vetture da competizione, lavorando sulla Porsche 917.

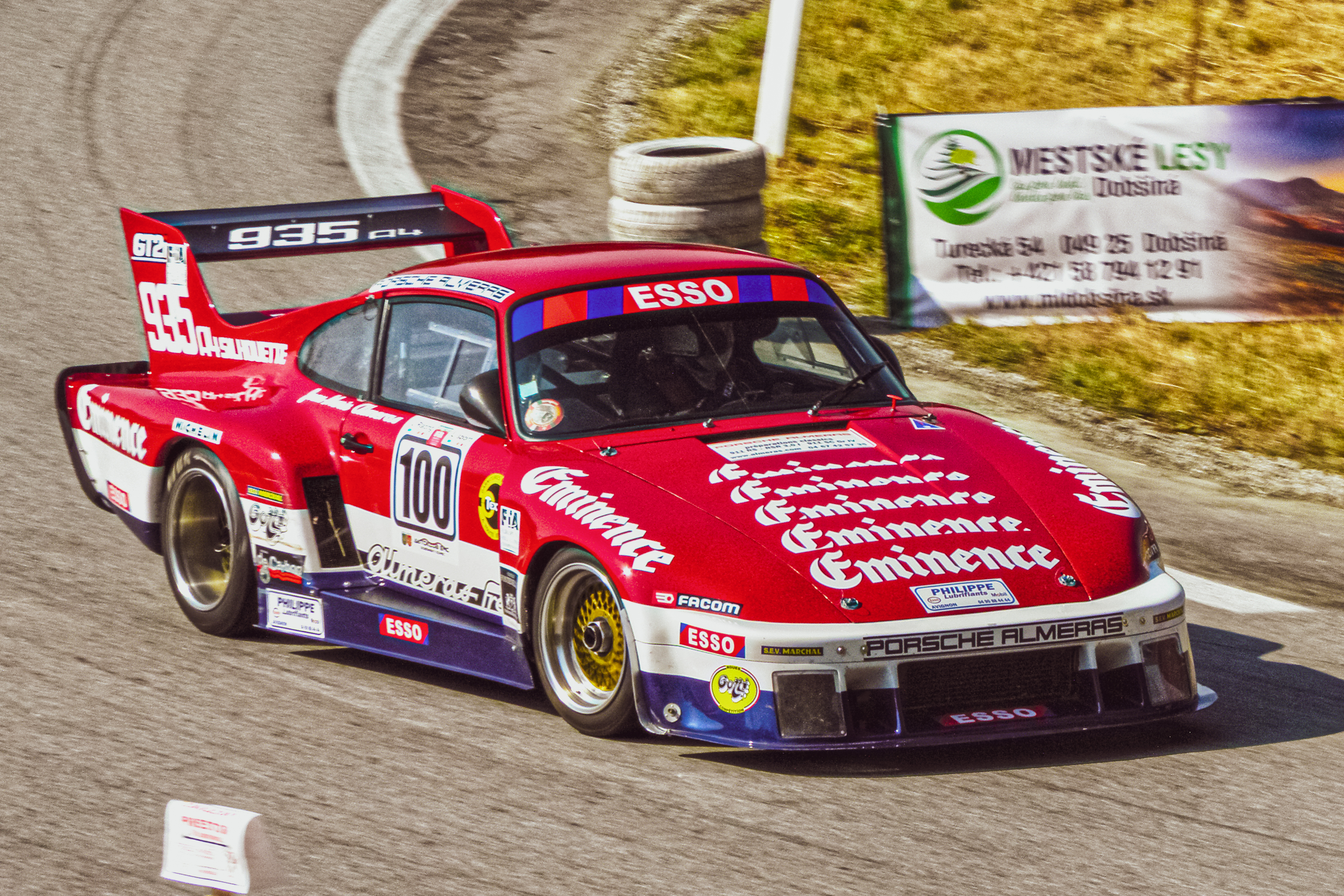
Porsche 935, vettura più nota progettata da Siger

In seguito dal 1972 al 1974 venne coinvolto nello sviluppo della Porsche 911 Carrera RSR e RSR Turbo 2.1. Dopo ciò, gli fu affidato il compito di sviluppare la versione da corsa della Porsche 911, e così facendo progettò la Porsche 935 che vinse la 24 Ore di Le Mans del 1979.
Successivamente, Singer progettò la carrozzeria delle Porsche 956 e 962 Gruppo C che vinsero anch'esse la 24 Ore di Le Mans tra il 1982 e il 1986, di cui tre campionati costruttori e due per le scuderie. Negli anni '90 sviluppò la Porsche WSC vinse due volte nel 1996 e 1997.

Ha supervisionato lo sviluppo della Porsche 911 GT1, anch'essa vittoriosa alla Le Mans.
Nel 2004 si congedò dalla divisione corse di Porsche e venne assunto dalla FIA come commissario per le gare di endurance.

## Veicoli progettati
- Porsche 917
- Porsche 911 Carrera RSR
- Porsche 935
- Porsche 956
- Porsche 962
- Porsche WSC
- Porsche 911 GT1